# Outing

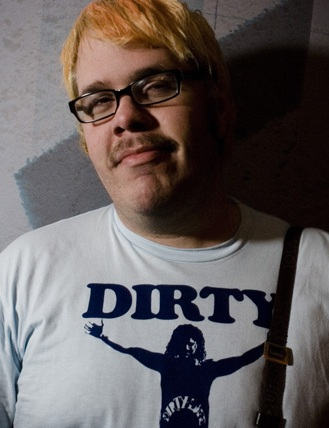
Perez Hilton, amerykański blogger krytykowany za próby dokonywania outingu celebrytów.

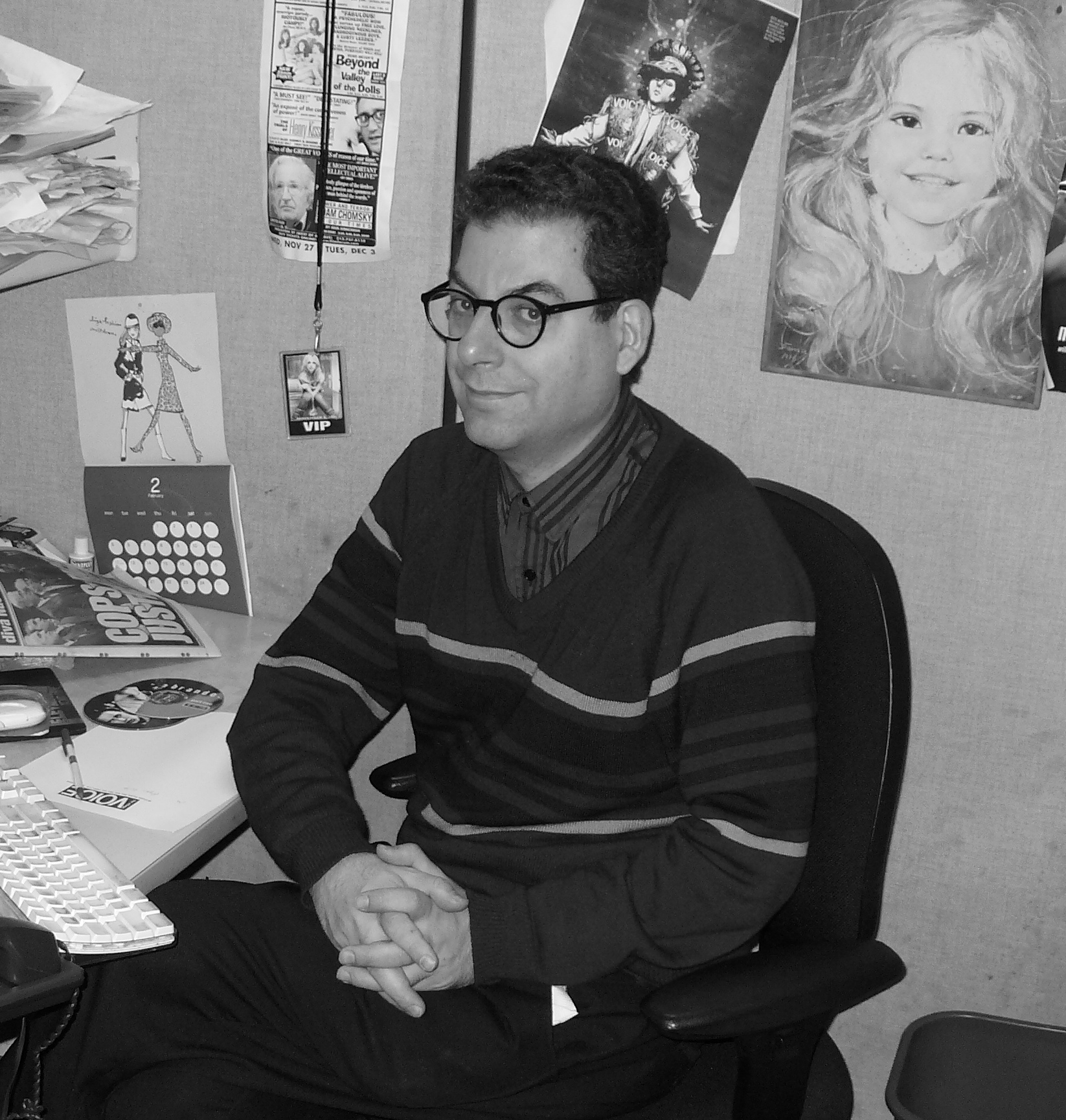
Michael Musto, amerykański dziennikarz, który dokonał outingu między innymi Rosie O’Donnell i Ellen DeGeneres.

Outing – publiczne ujawnienie czyjejś przynależności do społeczności LGBT wbrew woli lub oczekiwaniom albo bez wiedzy tej osoby. Outing może dotyczyć osób publicznych, których przynależność do LGBT jest ujawniana do wiadomości społeczeństwa za pośrednictwem środków masowego przekazu. 
Outingu nie należy mylić z coming outem, polegającym na samodzielnym i dobrowolnym ujawnieniu faktu bycia gejem, lesbijką, osobą biseksualną czy transpłciową.

## Opinie
Zdaniem większości osób, outing uderza w godność i prywatność osoby, której dotyczy. W zależności od poziomu uprzedzeń danego środowiska, może stanowić istotną przeszkodę w jej rozwoju zawodowym. 
Niektórzy publicyści twierdzą, że outing jest dopuszczalną „bronią ostateczną” przeciwko osobom homoseksualnym, których „zachowanie leży w rażącej sprzeczności nie tylko z głoszonymi poglądami, ale też wyrządza szkodę ludziom homoseksualnym”. Chodzi tu zazwyczaj o osoby homoseksualne, które na forum publicznym (zwykle społecznym, religijnym lub politycznym) otwarcie i umyślnie działają na szkodę środowiska gejowskiego. Tak rozumiany outing jest formą walki o równouprawnienie mniejszości seksualnych. Najczęściej podawanym przykładem tego typu sytuacji jest dyskusja na temat potrzeby outingu homoseksualnych polityków polskiej prawicy, która jest nieprzychylna wobec środowisk LGBT. Polscy działacze na rzecz praw LGBT, Robert Biedroń, Szymon Niemiec oraz Jacek Kochanowski, wypowiadali się jednakże przeciw outingowi. Kochanowski odciął się od fundacji LGBT, której rzecznik zagroził politykom prawicy ukrywającym swój homoseksualizm ujawnieniem ich nazwisk, a Biedroń zapowiedział, że Kampania Przeciw Homofobii nie zamierza wykorzystywać w swej działalności tak kontrowersyjnych metod. 
Jednocześnie wiele osób popiera dokonywanie outingu, także w odniesieniu do osób publicznych, których działalność nie stoi w sprzeczności do interesów społeczności LGBT. Michael Musto, amerykański dziennikarz dokonujący outingu celebrytów, twierdzi: „wyoutowałem Rosie i Ellen i dziś nawet trudno sobie wyobrazić, że kiedykolwiek były w szafie”. Tarja Halonen, działaczka na rzecz osób LGBT i prezydent Finlandii, w swojej książce krytykuje osoby ukrywające swój homo- lub biseksualizm. Krytyka osób LGBT ukrywających swoją orientację seksualną, często pociągająca za sobą poparcie dla outingu, wynika z przekonania, że widoczność osób nieheteroseksualnych w przestrzeni publicznej jest niezbędna dla tworzenia społeczeństwa tolerancyjnego wobec LGBT.

## Opinia publiczna
W 2008 roku amerykański serwis „PlanetOut.com” przeprowadził badanie m.in. na temat outingu osób publicznych wśród grupy reprezentującej całą populację (nie różnicowaną ze względu na orientację seksualną) oraz wśród grupy gejów i lesbijek:
| Czy media powinny dokonywać outingu homoseksualnych osób publicznych (w tym polityków) ukrywających swoją orientację seksualną? | Tak | Nie | Brak zdania |
| --- | --- | --- | ----------- |
| Opinia całej populacji (1 502 respondentów)                                                                                     | 8%  | 74% | 18%         |
| Opinia gejów i lesbijek (757 respondentów)                                                                                      | 8%  | 72% | 20%         |

| Czy media powinny dokonywać outingu homoseksualnych osób publicznych (w tym polityków) ukrywających swoją orientację seksualną i przeciwnych równouprawnieniu gejów i lesbijek? | Tak | Nie | Brak zdania |
| --- | --- | --- | ----------- |
| Opinia całej populacji (1 502 respondentów) | 33% | 45% | 22%         |
| Opinia gejów i lesbijek (757 respondentów) | 61% | 13% | 26%         |